# 泰爾 (紐約州)
泰爾（英語：Tyre）是一個位於美國紐約州塞尼卡縣的鎮。

## 人口
根據2020年美國人口普查的數據，泰爾的面積為85.76平方千米，當中陸地面積為77.85平方千米，而水域面積為7.91平方千米。當地共有人口1002人，而人口密度為每平方千米12人。